# Mașloc
Mașloc là một xã thuộc hạt Timiș, România. Dân số thời điểm năm 2002 là 3977 người.